# Jean-Pierre Vigier (Physiker)

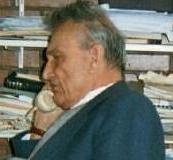
Jean-Pierre Vigier (ca. 2003)

Jean-Pierre Vigier (* 16. Januar 1920 in Paris; † 4. März 2004 ebenda) war ein französischer Physiker, Résistancekämpfer und politischer Aktivist.

## Leben

### Laufbahn
Vigier wuchs in Genf auf und besuchte ab 1939 die Universität Montpellier. 1940 wurde er von der Armee eingezogen. Nach der französischen Niederlage schloss er sich der Résistance an und trat gleichzeitig in die Kommunistische Partei Frankreichs (PCF) ein. 1941 nahm er sein Studium in Montpellier und parallel dazu in Genf wieder auf. 1946 wurde er an der Universität Genf in Mathematik promoviert. Danach war er bei Frédéric Joliot-Curie im neu gegründeten französischen Atomenergiekommissariat (CEA) tätig. Als Joliot-Curie das CEA 1949 verlassen musste, weil er nicht am französischen Atombombenprojekt mitarbeiten wollte, wechselte Vigier zum Centre national de la recherche scientifique (CNRS) und war zunächst Assistent und später Maître de recherches im Labor von Louis de Broglie. Bis zur Emeritierung von de Broglie im Jahre 1962 war Vigier sein Assistent und auch noch danach arbeitete er mit ihm zusammen. Schließlich erhielt Vigier eine Professur an der Universität Paris VI (Pierre et Marie Curie).
Vigier sollte Anfang der 1950er Jahre Assistent von Albert Einstein am Institute for Advanced Study in Princeton werden, erhielt aber wegen seiner kommunistischen Ansichten kein Einreisevisum in die Vereinigten Staaten.

### Widerstandskämpfer und Aktivist
Vigier besuchte eine internationale Schule in Genf und wurde durch die Ereignisse im Zuge des Spanischen Bürgerkrieges früh politisiert. Er war ab 1940 Mitglied der Kommunistischen Partei und für die Résistance in den Savoyer Alpen aktiv. 1942 wurde er durch Polizisten des Vichy-Regimes verhaftet und sollte an die von Klaus Barbie geleitete Gestapo in Lyon ausgeliefert werden, doch wurde der Zug unterwegs von den Briten bombardiert und er konnte fliehen. 1944 kämpfte er als Offizier der französischen Armee im Elsass und in Rheinland-Pfalz gegen Deutschland, wobei er verwundet wurde. 
Als Gegner des französischen Kolonialkriegs in Indochina verließ er die Armee kurz nach dem Zweiten Weltkrieg. In den 1950er Jahren war er Mitglied des Zentralkomitees der Kommunistischen Partei Frankreichs und agierte gegen den Algerienkrieg. 1961 wurde er aus dem Zentralkomitee der Kommunistischen Partei ausgeschlossen. In den 1960er Jahren demonstrierte er gegen den Vietnamkrieg der US-Amerikaner und deren Verbündeten und sagte als Experte vor dem Russell-Tribunal aus. Außerdem engagierte er sich auf Seiten Fidel Castros für den anti-imperialistischen Kampf in Lateinamerika. Da er sich im Mai 1968 für verschiedene Gruppierungen, die außerhalb der Kommunistischen Partei standen, engagierte (Vigier war unter anderem Chefredakteur der militanten, von Jean Schalit gegründeten Zeitschrift Action), wurde er aus der Kommunistischen Partei ausgeschlossen. In einem am 22. Juli 1976 erschienenen Artikel in Le Monde kritisierte er die Haftbedingungen der Mitglieder der Rote Armee Fraktion (RAF) und bezeichnete die Bundesrepublik Deutschland als „eigentümliche Mischung aus amerikanischer Technokratie und paranazistischem Staatsapparat“. Er war ein Mitglied der im August 1976 initiierten international zusammengesetzten Untersuchungskommission, welche den Tod der RAF-Terroristin Ulrike Meinhof in der Haftanstalt Stuttgart-Stammheim untersuchte. Der Schlussbericht der Kommission wurde am 15. Dezember 1978 ausgeliefert und zieht den „Selbstmordbefund“ in Zweifel.

### Werk als Physiker
Vigier ist bekannt für die Suche nach Alternativen zur üblichen Interpretation der Quantenmechanik, die er wie auch sein Lehrer de Broglie ablehnte, wobei auch seine marxistische Grundhaltung von Einfluss war (er war Anhänger des Determinismus). Dabei arbeitete er eng mit de Broglie zusammen, der 1961 ein Buch über die Theorie von Vigier veröffentlichte. In seiner „stochastischen Interpretation“ der Quantenmechanik war er auch von den Arbeiten David Bohms beeinflusst. Er veröffentlichte mit de Broglie bis Anfang der 1970er Jahre und verfolgte seine deterministische Interpretation der Quantenmechanik bis in die 1990er Jahre. Vigier befasste sich auch mit der Kosmologie und war Gegner der Urknalltheorie. Er veröffentlichte über 300 wissenschaftliche Arbeiten und war Mitherausgeber von Physics Letters A.

## Ehrungen
Vigier erhielt die Médaille de la Résistance und war Mitglied der Ehrenlegion.

## Schriften
- Recherches sur l’interprétation causale de la théorie des quanta. Gauthier-Villars, 1955 (Thèse d’État von Vigier an der Universität Paris 1954)
- Structure des micro-objets dans l’interprétation causale de la théorie des quanta. Gauthier-Villars, 1956. (mit Vorwort von Louis de Broglie)
- mit David Bohm: Model of the Causal Interpretation of Quantum Theory in Terms of a Fluid with Irregular Fluctuations. In: Physical Review, Bd. 96, 1954, S. 208–216.
- mit Bohm, de Broglie, P. Hillion, F. Halbwachs und T. Takabayasi: Rotator Model of Elementary Particles Considered as Relativistic Extended Structures in Minkowski Space. In: Physical Review, Bd. 129, 1963, S. 438–450.